# Обед, Элиша
Элиша Обед (англ. Elisha Obed; 21 февраля 1952, Нассау — 28 июня 2018), при рождении Эверетт Фергюсон (англ. Everette Ferguson) — багамский боксёр, представитель первой средней весовой категории. Выступал на профессиональном уровне в период 1967—1988 годов, владел титулом чемпиона мира по версии Всемирного боксёрского совета (WBC).

## Биография
Родился 21 февраля 1952 года в городе Нассау, Багамские Острова. Заниматься боксом начал в местной секции в возрасте 12 лет, первое время выступал на любительском уровне, выиграл 46 поединков (16 нокаутом) и не потерпел при этом ни одного поражения. В 14 лет решил выступать среди профессионалов.
Начиная с 1967 года достаточно активно боксировал на родине, выходил на ринг с высокой частотой, побеждая подавляющее большинство своих соперников. В то время его называли непобеждённым, хотя точная статистика его выступлений отсутствовала, и в действительности у него были одно поражение и одна ничья. С ростом количества побед слава о багамском перспективном боксёре стала выходить за пределы острова, и вскоре к нему приехал известный американский тренер Мо Флайшер, который впоследствии внёс значительный вклад в совершенствование его техники. При этом Обед начал сотрудничать с американским менеджером Майком Данди, сыном знаменитого Анджело Данди.
С 1973 года Элиша Обед регулярно выезжал боксировать в США, преимущественно на территории штата Флорида, где так же был успешен. Он победил нескольких сильных американских боксёров, завоевал титул чемпиона Североамериканской боксёрской федерации (NABF) в первой средней весовой категории.
Благодаря череде удачных выступлений в 1975 году Обед удостоился права оспорить титул чемпиона мира в первом среднем весе по версии Всемирного боксёрского совета (WBC) и отправился во Францию, где встретился с действующим чемпионом бразильцем Мигелом ди Оливейрой (43-1-1). Он выиграл этот бой техническим нокаутом в 11 раунде и забрал чемпионский пояс себе.
Полученный титул чемпиона Обед сумел защитить дважды, лишился его в июне 1976 года в рамках третьей защиты, когда в Германии встретился с местным немецким боксёром Экхардом Дагге. В десятом раунде багамец отказался продолжать поединок, пожаловавшись на помутнение зрения и настаивая на том, что Дагге попал ему пальцем в глаз. Позже ему диагностировали отслоение сетчатки, и он полностью ослеп на один глаз.
Несмотря на проигрыш, Обед ещё достаточно долго продолжал выходить на ринг. В 1978 году он предпринял попытку вернуть себе титул чемпиона мира WBC в перовом среднем весе, который к тому моменту уже перешёл к итальянцу Рокки Маттиоли (50-4-2), но проиграл нокаутом в седьмом раунде. Помимо этого, в качестве джорнимена встречался с такими известными в будущем боксёрами как Аюб Калуле (9-0), Мариян Бенеш (12-1), Фульхенсио Обельмехиас (21-0), Бобби Чез (15-0) — всем им тоже проиграл.
Завершил карьеру профессионального боксёра в 1988 году. В общей сложности провёл на профи-ринге 120 боёв, из них 91 выиграл (в том числе 60 нокаутом), 22 проиграл, тогда как в четырёх случаях была зафиксирована ничья.
Умер 28 июня 2018 года в возрасте 66 лет.